# Berliner Grenzübergänge

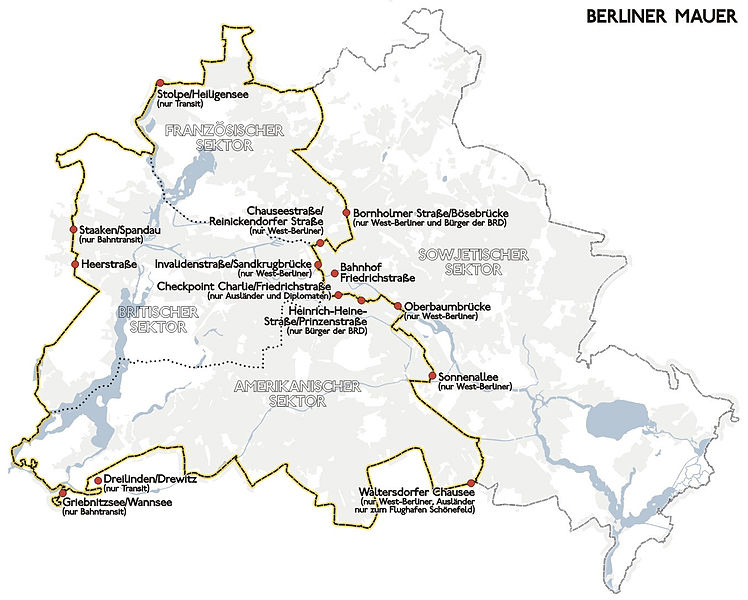
Grenzübergangsstellen und Verlauf der Berliner Mauer, 1989

Die Grenzübergänge in Berlin sind durch die Teilung Deutschlands entstanden. Ab 1952 gab es an der Außengrenze zwischen West-Berlin und dem DDR-Umland Grenzsicherungsanlagen und Übergänge bzw. Kontrollbahnhöfe. Nach dem Bau der Berliner Mauer 1961 kamen Übergänge innerhalb des Stadtgebiets der Viersektorenstadt Berlin, zwischen Ost-Berlin (Sowjetischer Sektor) und West-Berlin (Sektoren der drei Westalliierten) hinzu. Anfangs waren es sehr wenige, im Laufe der Zeit wurde ihre Zahl aber nach zähen Verhandlungen ausgebaut. Die DDR-Bezeichnung für die Übergänge des kontrollierten Grenzverkehrs war Grenzübergangsstelle, GüSt oder GÜSt.
Beim Grenzübertritt gab es keinen Unterschied zwischen Ost-Berlinern und DDR-Bürgern: Ost-Berliner waren nach DDR-Sichtweise DDR-Bürger. Von westlicher Seite wurde der sowjetische Sektor von Groß-Berlin (Ost-Berlin) besatzungsrechtlich nicht als Bestandteil der DDR angesehen, wenngleich Ost-Berlin als Bezirk nach DDR- und sowjetischer Ansicht territorial zur DDR gehörte und deren Hauptstadt war. Aus westlicher Sichtweise gab es lediglich eine einheitliche deutsche Staatsbürgerschaft für die in der Bundesrepublik, in der DDR, in West-Berlin und in Ost-Berlin lebenden Bürger. Deswegen erhielten auch DDR-Bürger, wenn sie zu Besuch in der Bundesrepublik waren, ohne Probleme einen Reisepass der Bundesrepublik Deutschland ausgestellt.

## Kontrollen auf Ost-Berliner Seite

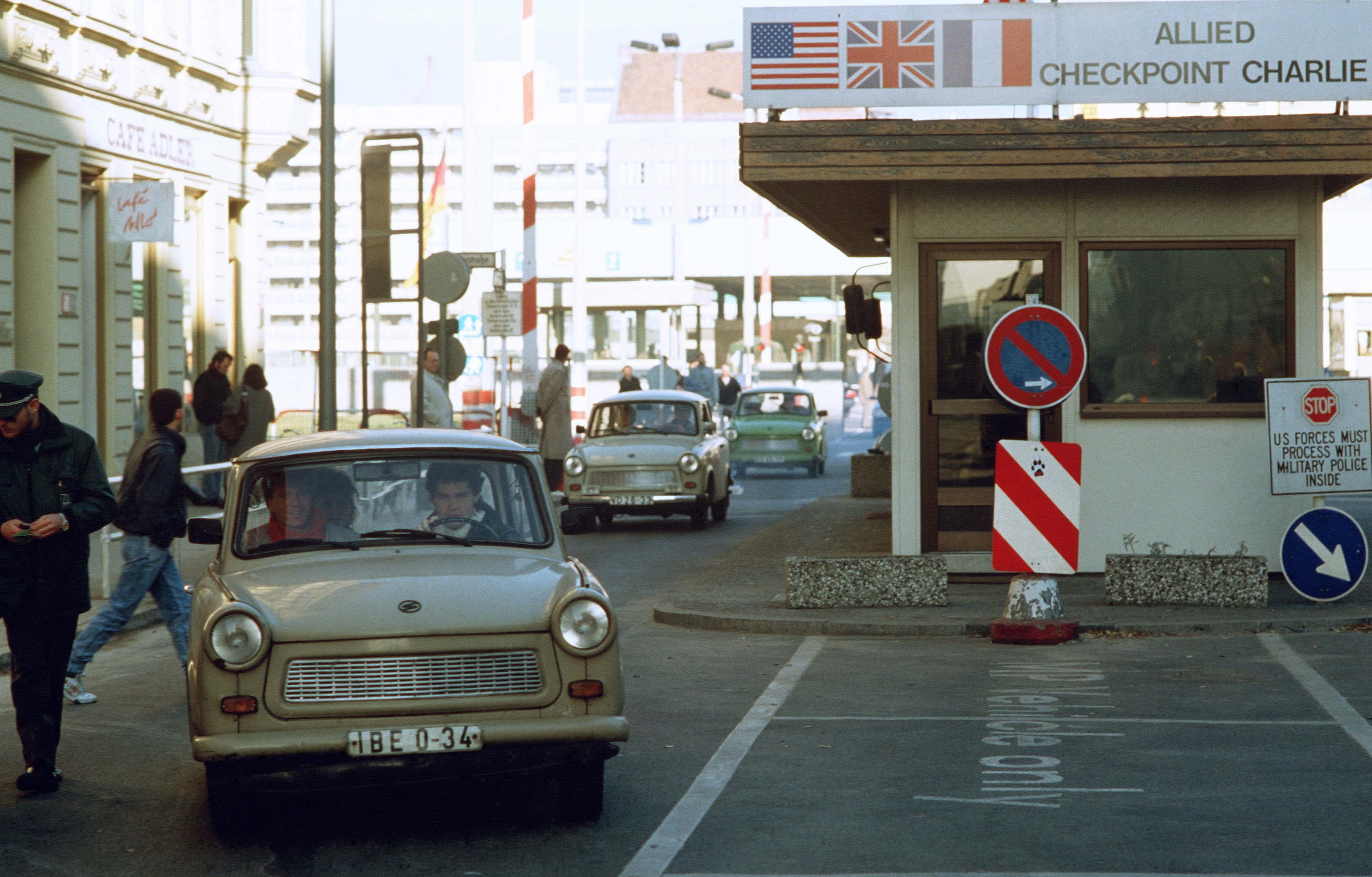
Der Grenzübergang „Checkpoint Charlie“ nach der Öffnung der Berliner Mauer, 14. November 1989

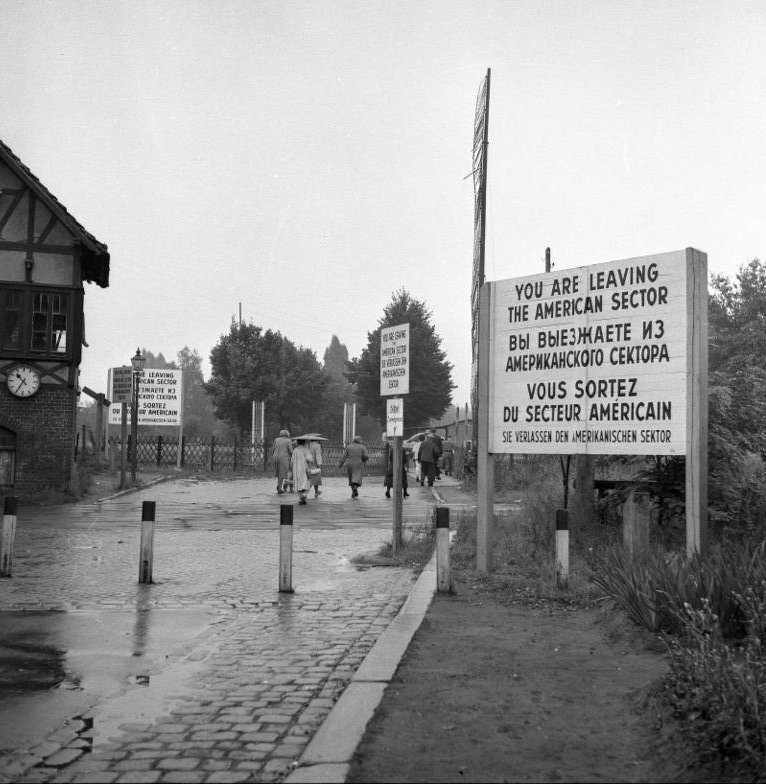
Grenzgänger am heute stillgelegten Berliner S-Bahnhof Düppel, 1955

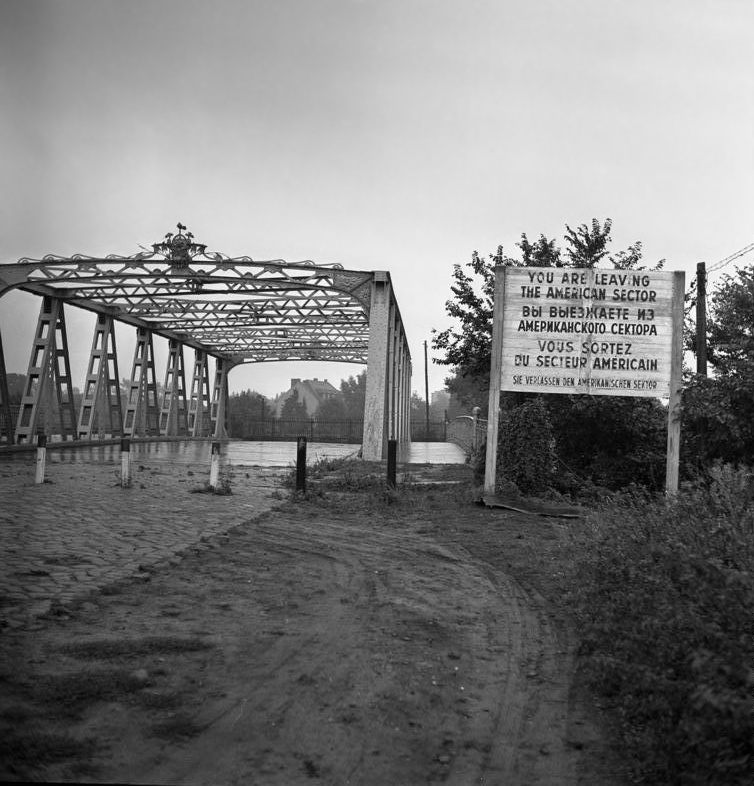
Knesebeckbrücke mit Blick auf Teltow, 1955

Zwischen den beiden Stadthälften und an der Stadtgrenze von West-Berlin zur DDR wurden die Grenz- und Transitübergänge auf der DDR-Seite stark ausgebaut. Es wurde bei der Ein- und Ausreise von den Grenzorganen und dem Zoll äußerst scharf kontrolliert. Die äußere Grenzsicherung und Sicherung der Grenzübergangsstellen übernahmen spezielle Sicherungskompanien der Grenztruppen der DDR (SiK).
Die eigentliche Personen- und Fahrzeugkontrolle wurde von den Passkontrolleinheiten (PKE) vorgenommen. Die PKE unterstanden organisatorisch nicht den Grenztruppen der DDR und damit dem Verteidigungsministerium, sondern dem Ministerium für Staatssicherheit (Hauptabteilung VI/Abteilung 6, Passkontrolle). Die PKE trugen während des Dienstes auf der GÜSt die Uniform der Grenztruppen. Ausschließlich speziell ausgebildete Kräfte wurden für die Personenkontrolle eingesetzt. Die Pässe, Ausweise usw. konnten zuletzt mittels Videosignal von den Kontrollstationen in einen zentralen Fahndungsraum übertragen und bei Bedarf aufgezeichnet werden. Dort erfolgte die Überprüfung der Personalien in den vorhandenen Fahndungsbeständen. Mittels Zahlencodeanzeige konnte ggf. eine Befehlsübermittlung an den Kontrolleur erfolgen, z. B. weiterblättern, zusätzliche Dokumente anfordern, Abfertigung verlangsamen, vordefinierte Fragen stellen. Anders als in der Bundesrepublik Deutschland (Visaerteilung über die Botschaften) erfolgte die Erteilung von erforderlichen Visa (Transit- und Einreisevisa) zum überwiegenden Teil an den Grenzübergangsstellen der DDR. Damit verbunden war ein erheblicher personeller und organisatorischer Aufwand, der auch die zahlenmäßige Stärke der Passkontrolleinheiten und die räumlichen Dimensionen mancher GÜSt (Transitübergänge) erklärt.
West-Berliner mussten mit ihrem „Behelfsmäßigen Berliner Personalausweis“ (Reisepässe der Bundesrepublik wurden von den DDR-Behörden nicht anerkannt, wenn als Wohnsitz Berlin eingetragen war) vorher einen Berechtigungsschein für ein Tages- oder Mehrfachvisum beantragen. Dafür gab es in den West-Berliner Bezirken fünf Büros für Besuchs- und Reiseangelegenheiten, also Ost-Büros im Westteil der Stadt. Es wurde zwischen Verwandten- bzw. Bekanntenbesuchen und touristischen Einreisen unterschieden. Mit einem Visum für Ost-Berlin durfte das Berliner Stadtgebiet nicht verlassen werden. Die Mindestumtauschbeträge (Umtausch von D-Mark in Mark der DDR an der Grenze) waren für Ost-Berlin und die übrige DDR von 1974 bis 1980 unterschiedlich (6,50 DM für Ost-Berlin, 13 DM für die übrige DDR), danach einheitlich 25 DM. Zeitweise gab es das Geld bereits abgezählt in Plastiktüten verpackt – ein Beutel für Ost-Berlin, zwei Beutel für die DDR.
Die Ausreise von Bürgern, die mit einem Reisepass der Bundesrepublik eingereist waren, musste bis spätestens 24 Uhr erfolgen und eine erneute Einreise war erst ab 6 Uhr gestattet. Eine Übernachtung in Ost-Berlin war mit einem Tagesvisum somit nicht möglich.
Für West-Berliner mit einem Mehrfachberechtigungsschein galt eine andere Regelung. Hier musste die Ausreise bis 2 Uhr des Folgetages erfolgen und die Einreise konnte ab 0 Uhr geschehen. Es war somit mit einem Mehrfachvisum, welches für zwei oder mehrere aufeinerfolgende Tage ausgestellt war, problemlos möglich, nach Mitternacht auszureisen, in West-Berlin zu Fuß oder mit dem Pkw die Wende zu machen, um wenige Minuten später über die gleiche Grenzübergangsstelle wieder in die DDR einzureisen. Auf diese Weise waren Übernachtungen für West-Berliner in der DDR offiziell durchführbar.

## Kontrollen auf West-Berliner Seite
Auf West-Berliner Seite hatten die Polizei und der Zoll Posten. Dort gab es in der Regel keine Kontrollen im Personenverkehr.
- Nach Auffassung der westlichen Politik war es keine Grenzkontrolle, da die Sektorengrenze keine Staatsgrenze war, sondern nur Besatzungssektoren teilte. Berlins äußere Stadtgrenze zur DDR dagegen war auch nach westlicher Auffassung völkerrechtlich bedeutsam, sodass dort Kontrollen möglich waren. Sie wurden jedoch nur gelegentlich im Rahmen von Fahndungsmaßnahmen durchgeführt.
- An den Transitübergängen wurden die Reisenden statistisch erfasst (Befragung nach dem Ziel), gelegentlich bei entsprechendem Anlass zur Strafverfolgung auch kontrolliert (Ringfahndung).
- In den ersten Jahren wurde auch nach Personen- und Fahrzeugpapieren gefragt, um die Reisenden vor Schwierigkeiten bei den Kontrollorganen der SBZ/DDR zu bewahren. Die Identität wurde jedoch nur überprüft, wenn es einen begründeten Verdacht gab.
- Der Gütertransport unterlag im Auslandsverkehr der Zollabfertigung. Im Verkehr mit der Bundesrepublik wurden nur statistische Erhebungen gemacht und ggf. die Ladung plombiert.
- Am Checkpoint Bravo (Dreilinden) und Checkpoint Charlie (Friedrichstraße) hatten die alliierten Besatzungsmächte Kontrollpunkte eingerichtet, die jedoch für den normalen Reise- und Besuchsverkehr ohne Bedeutung waren. Sie dienten der Abfertigung militärischer Einheiten und zur politischen Demonstration. Die ihnen zustehenden Befugnisse zu weitergehenden Kontrollen haben sie nur äußerst selten wahrgenommen.
- Mithilfe von Schildern auf westdeutscher Seite wurden Transitreisende aufgefordert, verdächtige Ereignisse während des Transitverkehrs durch die DDR zu melden – damit sollten beispielsweise Informationen über die Festnahmen von Bundesbürgern erlangt werden.

## Grenzübergänge bis 1990

### Straßen- und Fußgängerübergänge

#### West-Berlin – Ost-Berlin

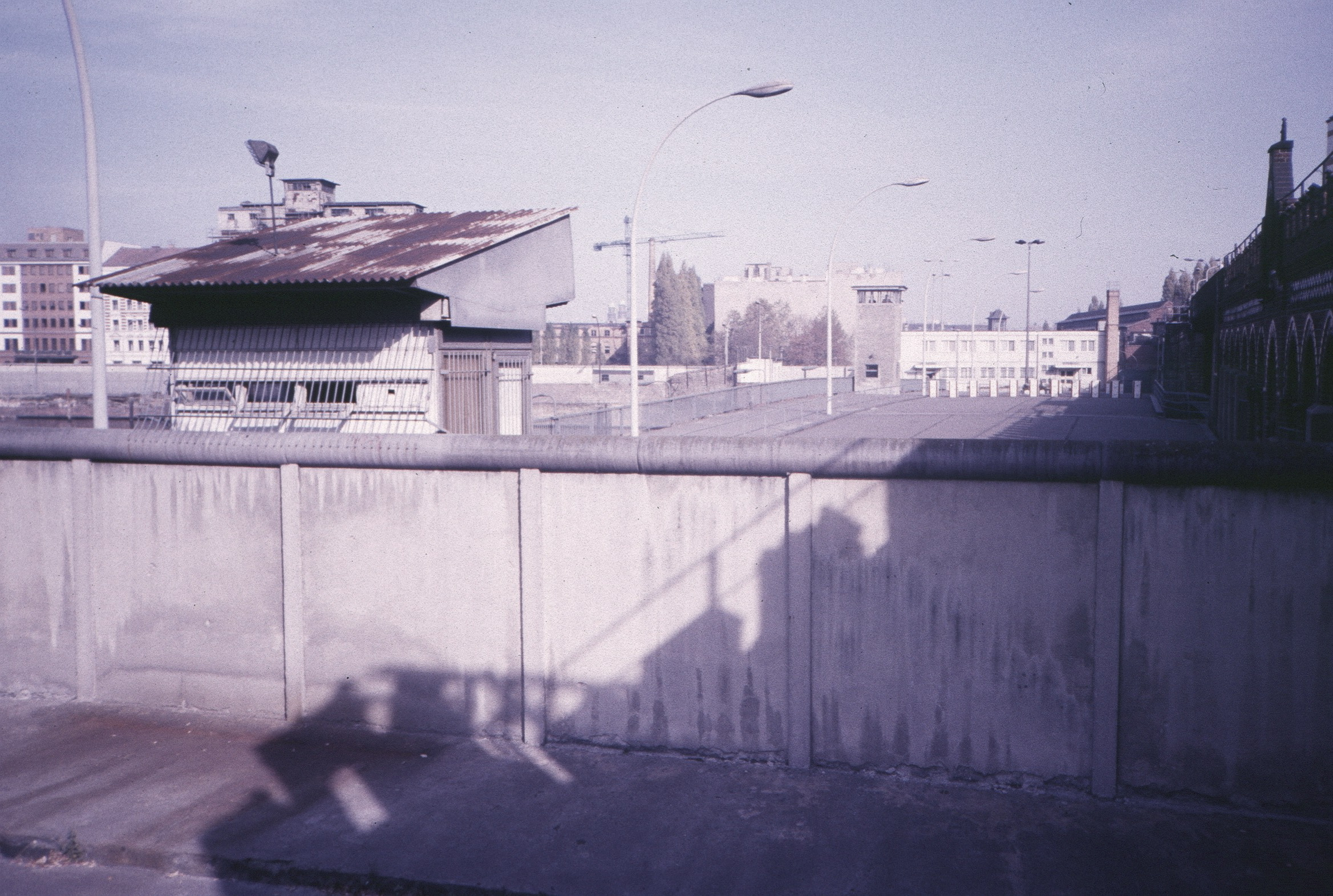
Grenzübergang Oberbaumbrücke, 1986

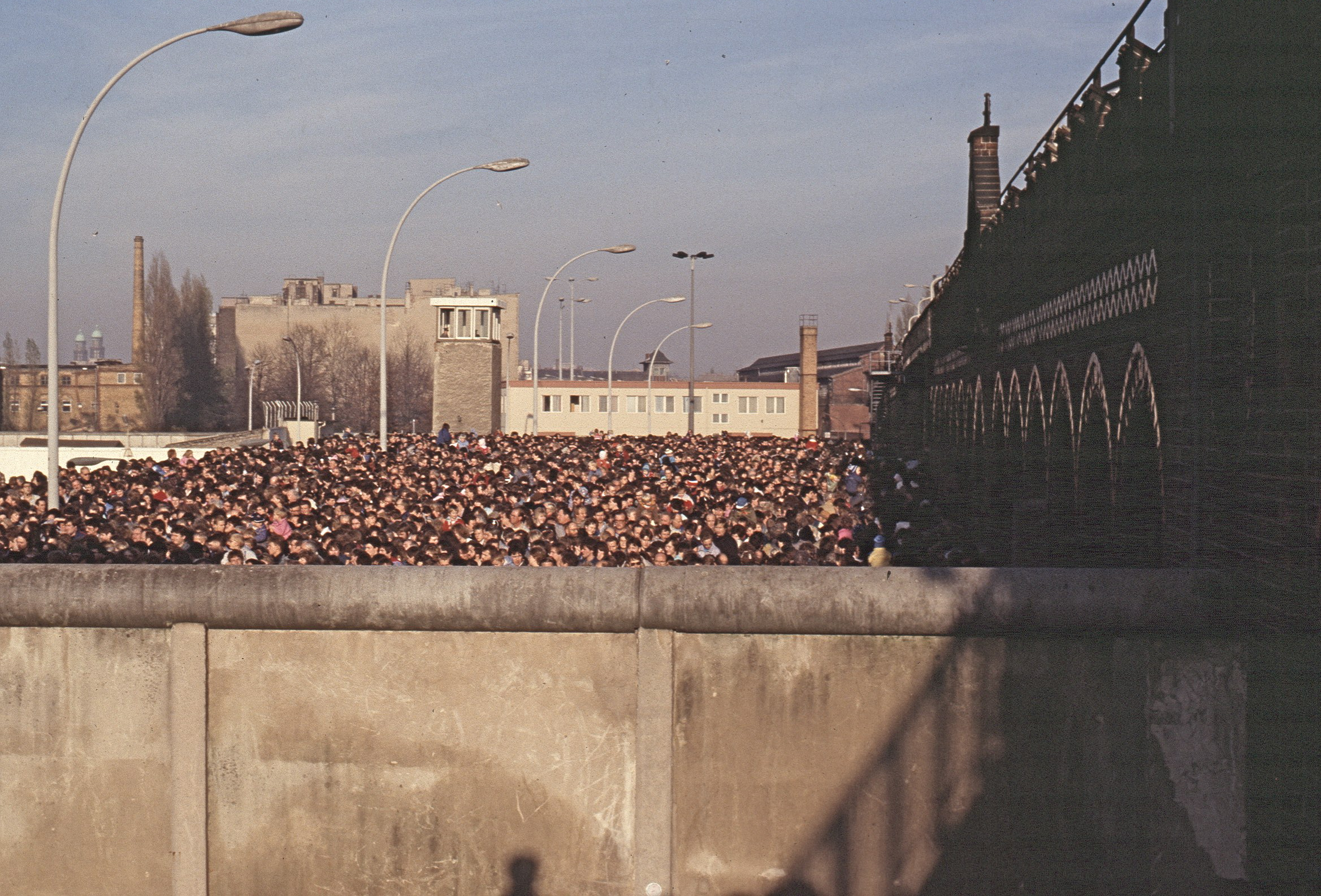
Grenzübergang Oberbaumbrücke am 11. November 1989

Zwischen West- und Ost-Berlin gab es folgende Grenzübergänge (Straße):

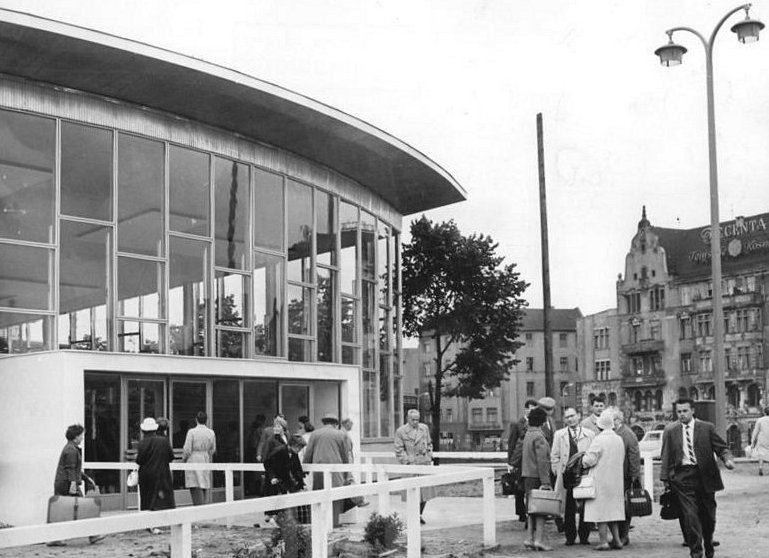
„Tränenpalast“, Abfertigungsgebäude des Bahnhofs Friedrichstraße, 1962

- für West-Berliner, Bundesbürger, DDR-Bürger und Diplomaten
  - Bornholmer Straße über die Bösebrücke zwischen den Bezirken Wedding und Prenzlauer Berg (geöffnet 7–24 Uhr, Einlassabfertigung bis 20 Uhr)
- für Bundesbürger, DDR-Bürger und Diplomaten
  - Heinrich-Heine-Straße zwischen den Bezirken Kreuzberg und Mitte (geöffnet 7–24 Uhr, Einlassabfertigung bis 20 Uhr)
- für West-Berliner und DDR-Bürger
  - Chausseestraße zwischen den Bezirken Wedding und Mitte
  - Invalidenstraße über die Sandkrugbrücke zwischen den Bezirken Tiergarten und Mitte
  - Oberbaumbrücke zwischen den Bezirken Kreuzberg und Friedrichshain (nur für Fußgänger)
  - Sonnenallee zwischen den Bezirken Neukölln und Treptow
- für alliierte Militärangehörige, Ausländer, Diplomaten und DDR-Bürger
  - Checkpoint Charlie: Friedrichstraße zwischen den Bezirken Kreuzberg und Mitte „Tränenpalast“, Abfertigungsgebäude des Bahnhofs Friedrichstraße, 1962
- für West-Berliner, Bundesbürger, Ausländer, Diplomaten, Transitreisende und DDR-Bürger (ganz in Ost-Berlin gelegen, aus dem Westteil mit S-Bahn, U-Bahn oder Fernbahn erreichbar)
  - Bahnhof Friedrichstraße (geöffnet 6–24 Uhr, Einlassabfertigung bis 20 Uhr)

#### West-Berlin – äußere Stadtgrenze zur DDR
- Glienicker Brücke über die Havel von Berlin-Wannsee nach Potsdam:
  - Bis 1952 für den allgemeinen Verkehr freigegeben;
  - diente ab 1952 nur der Zufahrt der westalliierten Militärverbindungsmissionen (MVM) und deren ziviler Versorgung von West-Berlin aus. Zivilpersonen mit Sondergenehmigung durften die Brücke vorerst zu Fuß passieren;
  - ab 3. Juli 1953 wurde die Brücke als einer der letzten Verbindungswege von Berlin ins Umland für den zivilen Personenverkehr gesperrt,
  - danach regulärer Übergang nur noch für Angehörige und Versorger der alliierten Militärverbindungsmissionen.
  - Bekannt wurde er insbesondere durch drei Austauschaktionen von festgenommenen Agenten zwischen den Großmächten USA und Sowjetunion.
- Rudow/Großziethen (Juli 1973 – Dezember 1977), nur Müllfahrzeuge der Berliner Stadtreinigungsbetriebe und Pkw-Dienstfahrten von West-Berlin zur Deponie in Großziethen (Kreis Königs Wusterhausen).[1] Auf dem von West-Berlin 1988 erworbenen „Neukölln-Mittenwalder-Dreieck“ (22.400 m²) befanden sich die Fahrspuren für den Grenzübertritt der Müllfahrzeuge
- Lichtenrade/Mahlow (B 96), nur Müllfahrzeuge der Berliner Stadtreinigungsbetriebe und Pkw-Dienstfahrten von West-Berlin zur Deponie in Schöneiche (Kreis Zossen) (siehe Kirchhainer Damm)
- Waltersdorfer Chaussee (B 179), eröffnet 1963,[2] war neben seiner Aufgabe für den Transit vom/zum Flughafen Berlin-Schönefeld auch für die Einreise von West-Berlinern in die DDR geöffnet. Der Übergang war eher unbekannt, weil er in Reiseführern lediglich in seiner Transitfunktion erwähnt wurde.
- Kohlhasenbrück, für den Zugang zur Exklave Steinstücken, nur für deren Bewohner benutzbar. Der Übergang verschwand nach dem 1972 in Kraft getretenen Gebietsaustausch, als Steinstücken einen unkontrollierten Gebietsanschluss an West-Berlin erhielt.
- Bürgerablage, für den Zugang zu den Exklaven Erlengrund und Fichtewiese, nur für die dortigen Kleingärtner benutzbar. Der Übergang verschwand nach dem Gebietsaustausch 1988, als die beiden Exklaven unkontrollierten Gebietsanschluss an West-Berlin erhielten.

sowie die im folgenden Abschnitt genannten Transitübergänge, die auch für den Verkehr in die und aus der DDR zugelassen waren.

### Übergänge für den Transitverkehr

#### Straßenübergänge

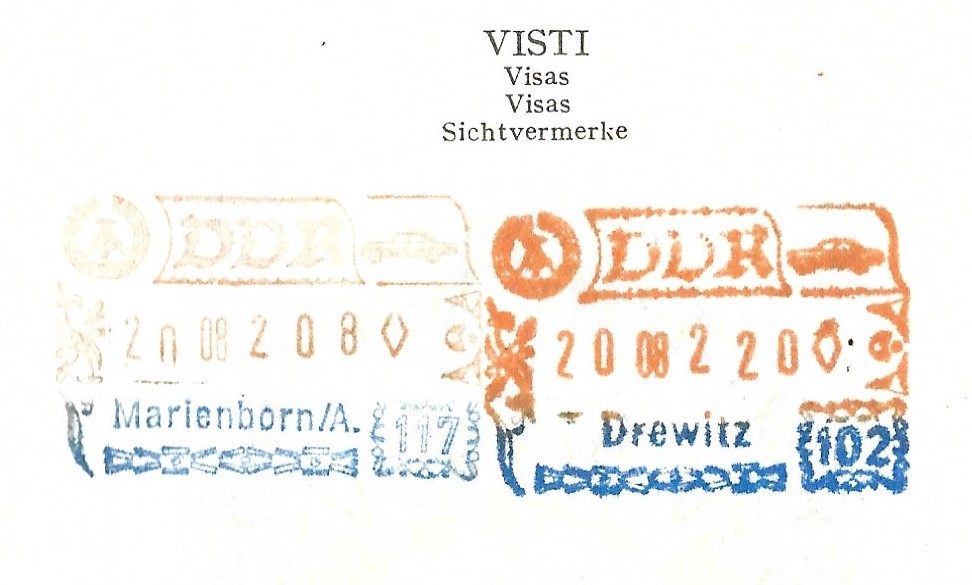
Sichtvermerk des Grenzübergangs Drewitz vom August 1980 (rechter Stempel)

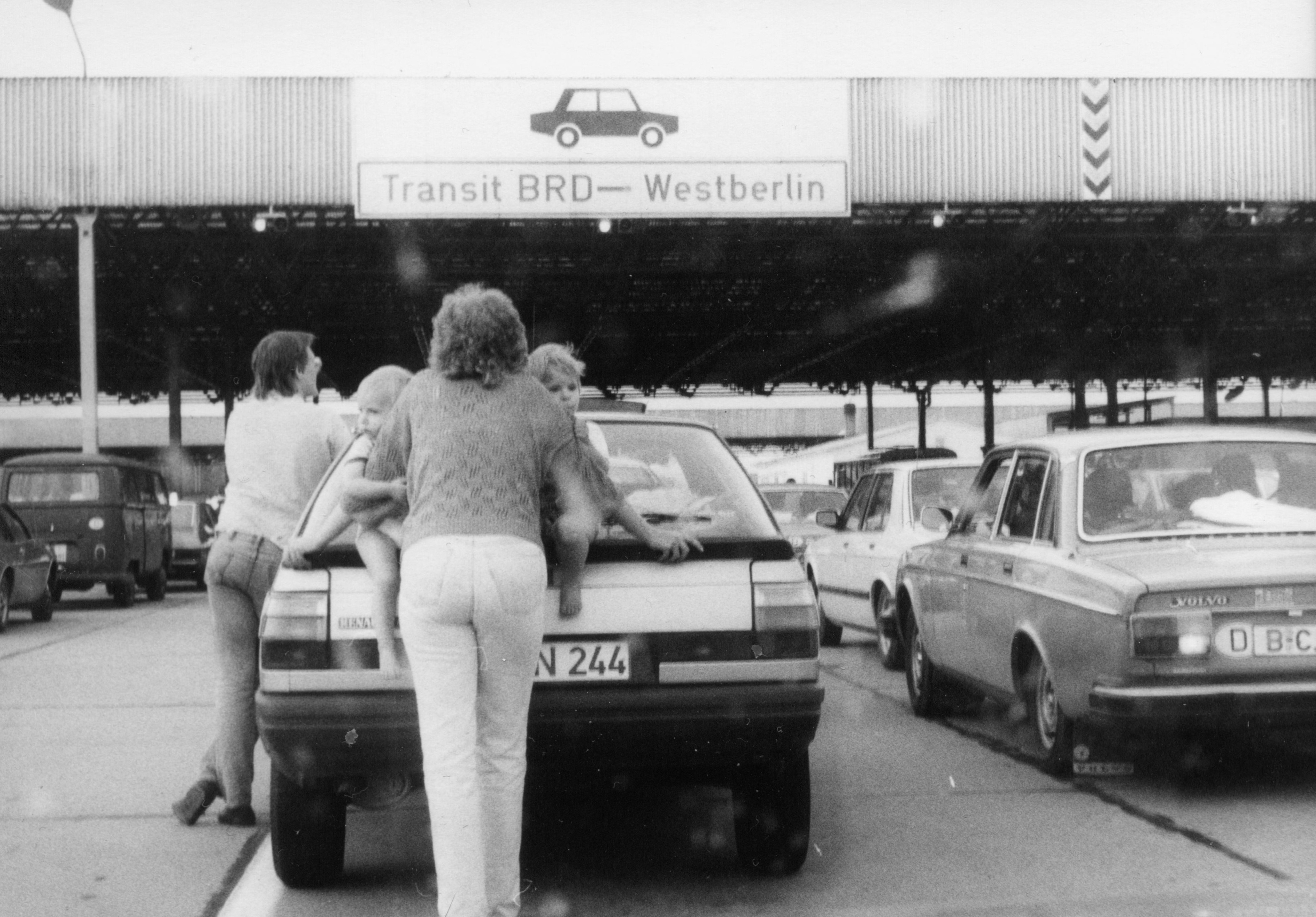
Grenzübergangsstelle Drewitz, 1986

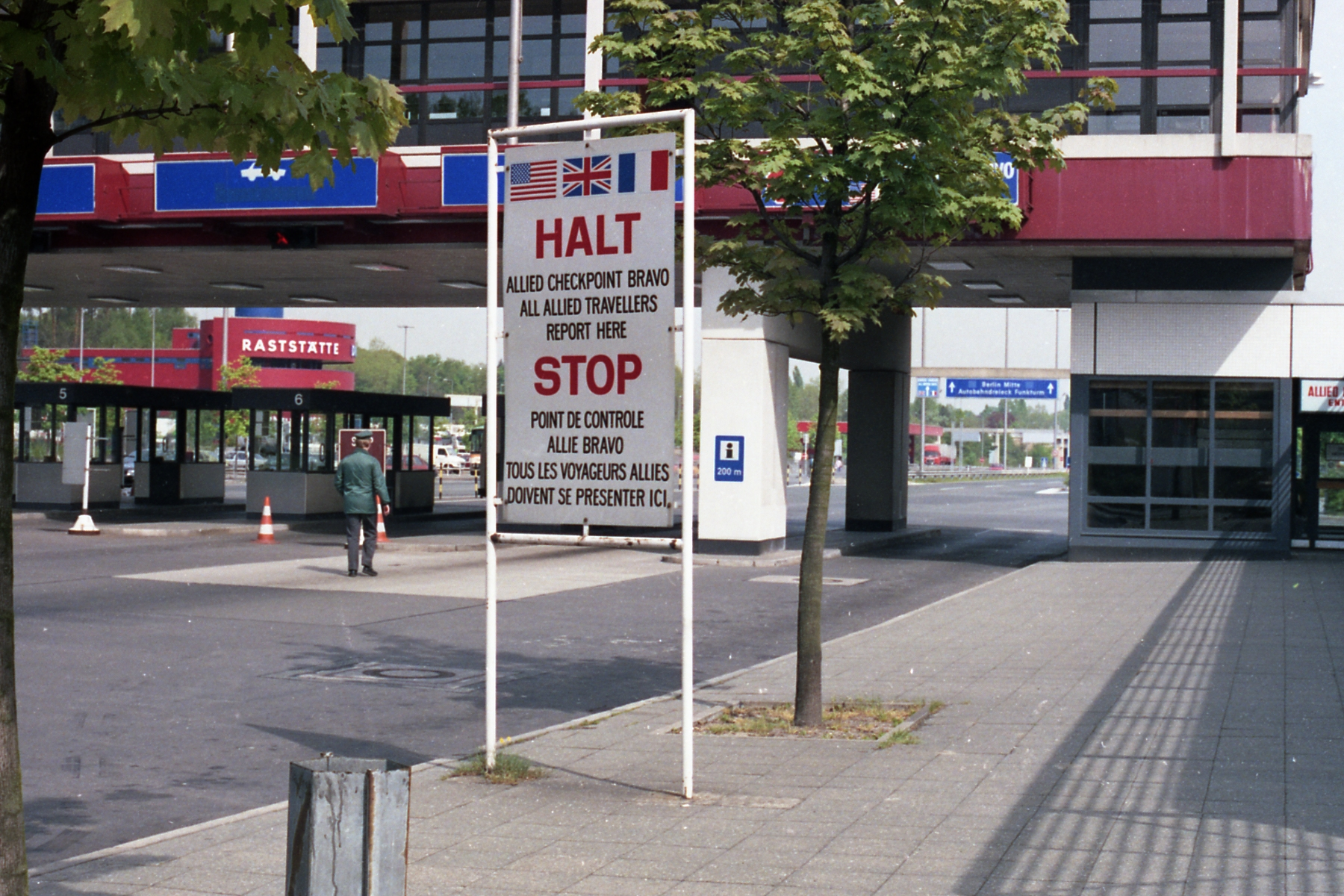
Grenzübergang Dreilinden, Blickrichtung stadteinwärts

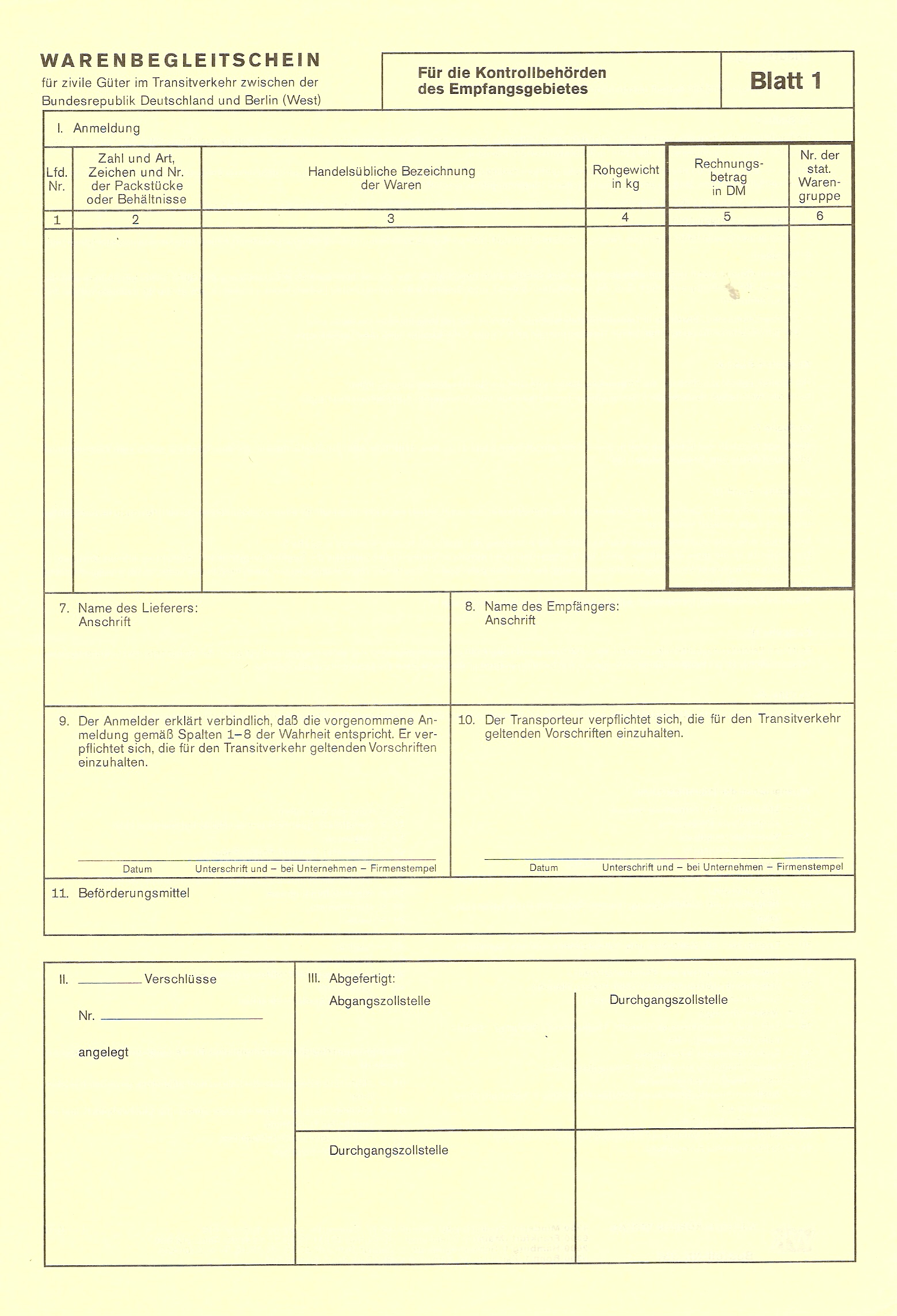
Warenbegleitschein DDR Transit

Diese Übergänge konnten für den Transitverkehr auf den vorgeschriebenen Transitstrecken und den Reiseverkehr in die DDR genutzt werden.
- Autobahnübergang Kontrollpunkt Dreilinden (Checkpoint Bravo)/Grenzübergangsstelle (GÜSt) Drewitz für Reisen und Güterverkehr. Auch nach Neubau des Autobahnteilstücks (siehe Kontrollpunkt Dreilinden/Teltowkanalbrücke) und Verlegung der Grenzübergangsstelle am 15. Oktober 1969 wurden die Namen beibehalten. Korrekter wäre Zehlendorf/Kleinmachnow gewesen. Ab 1972 verkehrte über diesen Übergang die erste grenzüberschreitende Buslinie der BVG seit 20 Jahren. Die Linie E (später: 99) verband den S-Bahnhof Wannsee mit Potsdam-Babelsberg (Autobahnabfahrt). Zum Einsatz kamen bis November 1989 allerdings nur Eindeck-Fahrzeuge ohne Außenwerbung; danach wegen des gestiegenen Verkehrsaufkommens auch Doppeldeckerbusse und auch mit Werbung.
  - in die Bundesrepublik
    - Grenzübergang Helmstedt/Marienborn (alliierter Checkpoint Alpha; Niedersachsen, Richtung Hannover)
    - Juchhöh/Töpen, ab Ende 1966 Grenzübergang Rudolphstein/Hirschberg (Bayern, Richtung Hof, Nürnberg, München)
    - Grenzübergang Wartha/Herleshausen, Richtung Frankfurt am Main

  - in die ČSSR
    - Zinnwald/Cínovec

  - nach Polen
    - Pomellen/Kołbaskowo (Kolbitzow): Richtung Stettin, Danzig
    - Frankfurt (Oder)/Słubice: Richtung mittleres Polen, Warschau
    - Forst/Olszyna (Erlenholz): Richtung südliches Polen, Breslau

  - nach Skandinavien
    - Sassnitz via Ostseefähren nach Schweden (Trelleborg) und Dänemark (Rønne)
    - Rostock-Warnemünde via Ostseefähren nach Gedser und über die Fährverbindung Rostock–Trelleborg nach Schweden, Passagiere und Besatzungen von Seepassagierschiffen.
- Heerstraße (B 5) in Berlin-Staaken/-West. Bis 1951 in Dallgow und ab 1951 bis 1987 über Staaken im Transit genutzt. An dieser Stelle befinden sich heute zwei Gedenktafeln zur Maueröffnung.
- Horst/Lauenburg (B 5/F 5 nach Schleswig-Holstein und Hamburg)
ab 20. November 1982: Grenzübergang Gudow/Zarrentin

Dieser Übergang bot bis zur Fertigstellung der Autobahn die einzige Möglichkeit, mit Fahrzeugen in die Bundesrepublik zu fahren, die nicht für den Verkehr auf der Autobahn zugelassen waren (z. B. Fahrrad, Moped, Traktor und sonstige Sonderfahrzeuge). Bedingung: Man musste die Strecke ohne Unterbrechung (z. B. Übernachtung oder längere Pausen) bewältigen.
Der Übergang wurde am 31. Dezember 1987 für den Transitverkehr von und nach Westdeutschland geschlossen und durch die Autobahnverbindung über Tegel und Heiligensee ersetzt (der Übergang blieb allerdings für den Reiseverkehr in die DDR und den Transitverkehr in andere Staaten als die Bundesrepublik erhalten).
- Heiligensee/Stolpe über die A 111 ab November 1982 zum Transitverkehr durch die DDR (zunächst bis Dezember 1987 nur nach Polen und Skandinavien, nicht in die Bundesrepublik)
  - nach Polen
    - Pomellen/Kołbaskowo (Kolbitzow): Richtung Stettin, Danzig

  - nach Skandinavien
    - Sassnitz via Ostseefähren nach Schweden (Trelleborg), Dänemark (Rønne)
    - Rostock-Warnemünde via Ostseefähren nach Dänemark (Gedser), Passagiere und Besatzungen von Seepassagierschiffen.

  - Über diesen Übergang verkehrte die BVG-Buslinie 98 vom (U-Bahnhof Tegel) nach Stolpe. Diese Buslinie trug den Spitznamen „Banane“. Zum einen benannt nach der Farbe der BVG-Busse, die auf dieser Linie keinerlei Werbung tragen durften, zum anderen nach den vor allem durch Rentner in die DDR mitgebrachten Früchte.
  - ab 21. Dezember 1987: Freigabe als Autobahnübergang für den Transit in die Bundesrepublik in Richtung
    - Grenzübergang Gudow/Zarrentin, Richtung Schleswig-Holstein und Hamburg
- Lichtenrade/Großbeeren, geplant, aber nicht realisiert. Sollte als Autobahn-Grenzkontrollpunkt für den Transitverkehr ausgebaut werden.

#### Grenzbahnhöfe

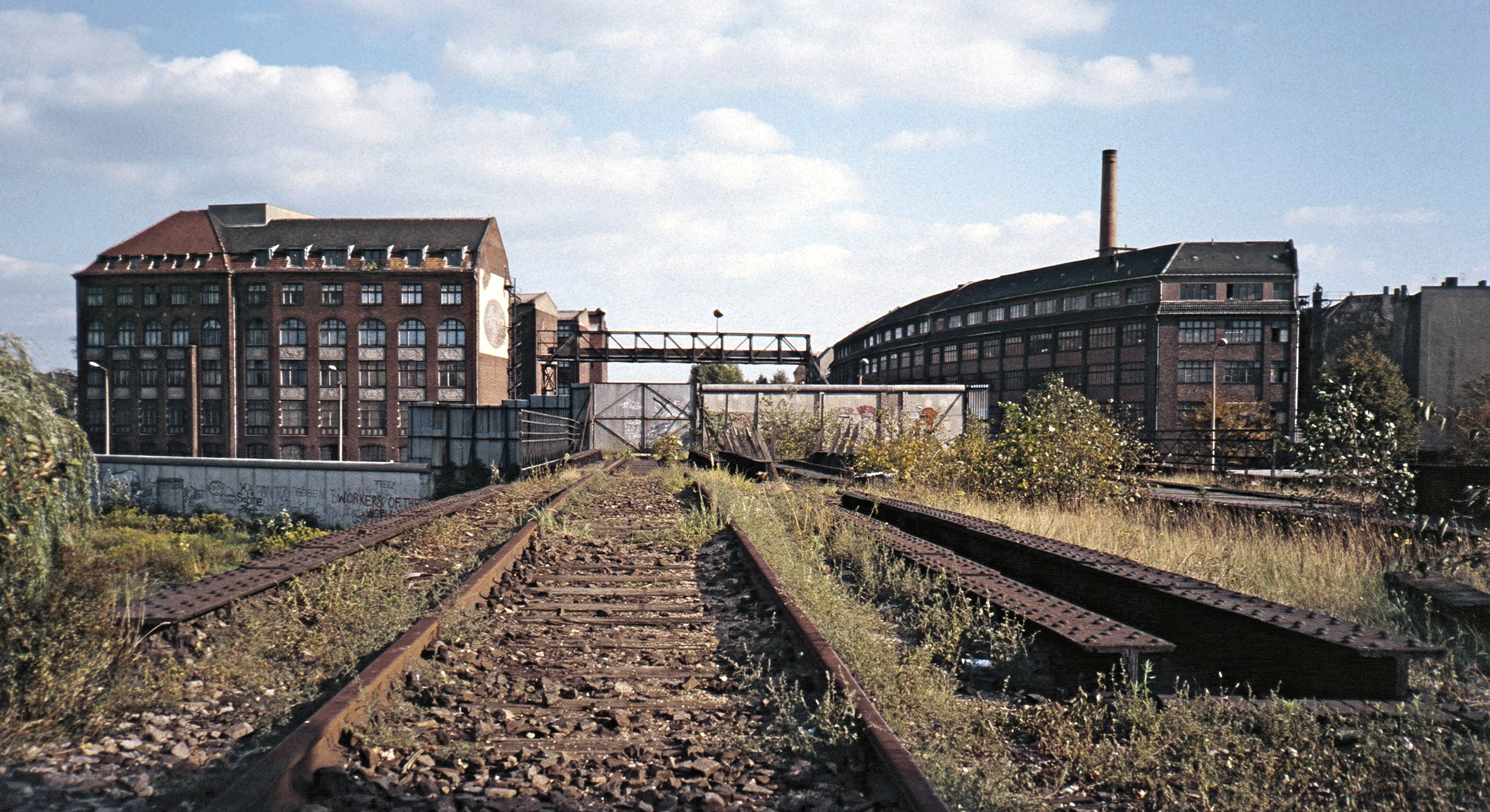
Tor in der Mauer und Beschaubrücke am Görlitzer Bahnhof, 1986

- Berlin-Wannsee/Griebnitzsee (Personenverkehr) und Steinstücken/Drewitz  (Güterverkehr, gelegentlich Personenverkehr)
  - Marienborn/Helmstedt (Hannover, Westdeutschland)
  - Schwanheide/Büchen (Hamburg, Schleswig-Holstein, von 1961 bis 1976)
  - Gerstungen/Bebra (Hessen, Frankfurt am Main, Saarbrücken)
  - Probstzella/Ludwigsstadt (Nürnberg, München, Süddeutschland)
  - Gutenfürst/Hof (Regensburg, München), täglich ein Zugpaar ab Oktober 1972
- Berlin-Spandau/Staaken (DDR) (bis 1961 und wieder ab 1976, in der Zwischenzeit nur Güterverkehr, der Personenverkehr wurde zwischen 1961 und 1976 über Wannsee – Griebnitzsee abgewickelt)
  - Schwanheide/Büchen (Hamburg, Schleswig-Holstein)
- Bahnhof Zoologischer Garten/Bahnhof Friedrichstraße
  - Züge (Kurswagen) ab Berlin-Zoo nach Kopenhagen (über die Eisenbahnfähre Warnemünde–Gedser) Tageszug Neptun, Nachtzug Ostsee-Express, Malmö – Stockholm und Prag – Wien (Vindobona). Durchgehende Kurswagen Richtung Polen (u. a. Paris – Moskau, z. B. Ost-West-Express). Die Transitzüge aus dem Westen endeten – wie auch die S-Bahnen aus Ost und West – im Bahnhof Friedrichstraße.

Viele Zugverbindungen aus Ost- und Südost-Europa endeten am Ostbahnhof (ab 1987 Berlin-Hauptbahnhof) oder im Bahnhof Lichtenberg. Es gab nur sehr wenige durchgehende Verbindungen bis Bahnhof Zoologischer Garten, in der Regel musste man umsteigen und kam dann über den Grenzübergang im Bahnhof Friedrichstraße per S-Bahn nach West-Berlin.
- Berlin-Treptow Güterbahnhof (in Neukölln gelegen) – Berlin Görlitzer Bahnhof (nur Güterverkehr im Transit durch Ost-Berlin)[3]

### Grenzübergänge an den Wasserstraßen

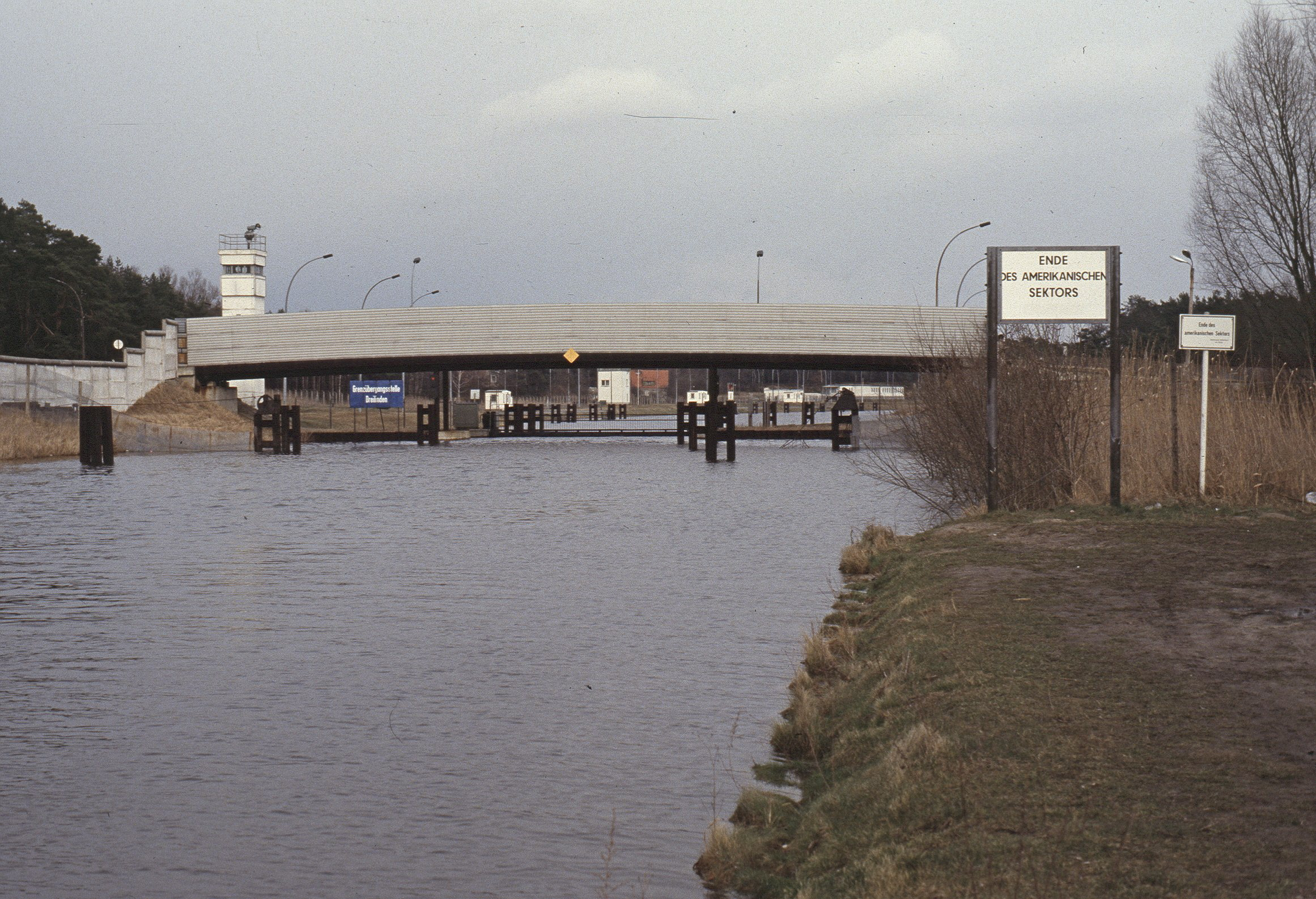
Grenzanlagen am Teltowkanal bei Albrechts Teerofen, 1988

Die zahlreichen Grenzübergänge an den Wasserstraßen (z. B. Spree, Havel, Teltowkanal) waren nur für den gewerblichen Güterverkehr zugelassen. Sportboote mussten auf Binnenschiffe verladen werden oder im Schlepp die Strecke passieren.
- Tiefer See/Glienicker Lake (1954–1961, der Übergang hatte für den Verkehr von und nach West-Berlin keine Bedeutung)
- Dreilinden/Kleinmachnow, Teltowkanal (ab 1981)
- Kleinmachnow, Teltowkanal (ab 1981)
- Teufelsseekanal/Hennigsdorf (nur Wechselverkehr und Transitverkehr (Polen), nicht in die Bundesrepublik)
- Grenzübergangsstelle Nedlitz/Jungfernsee
- Übergänge im Berliner Stadtgebiet

### Flugverkehr
Zur Weiterreise im Flugverkehr von/bis zum/vom Flughafen Berlin-Schönefeld
- Waltersdorfer Chaussee/Rudower Chaussee (Transferbus ab/bis West-Berlin)

An den Flughäfen Berlin-Tempelhof und Berlin-Tegel gab es Grenzübergänge, die von der West-Berliner Polizei und dem Zoll beaufsichtigt wurden. Sie lagen nicht im Einflussbereich der DDR. Neben der Abfertigung für den internationalen Luftverkehr wurden auch die Personaldokumente der Reisenden zwischen West-Berlin und der Bundesrepublik kontrolliert.

### Sonstige Übergänge
Nicht zuverlässig dokumentiert sind alle illegalen bzw. inoffiziellen Grenzübergänge, die
- von Flüchtlingen und Fluchthelfern meist unterirdisch zwischen Ost und West angelegt wurden. Viele davon wurden entdeckt und wieder zerstört;
- beispielsweise vom MfS und anderen verdeckten Organisationen beider Seiten angelegt wurden, um Personen und Material unbemerkt zwischen Ost und West auszutauschen.

## Chronik

### August 1961
Am 13. August 1961 waren zunächst 13 innerstädtische Übergänge für Fahrzeuge und Fußgänger eingerichtet worden: Kopenhagener Straße, Wollankstraße, Bornholmer Straße, Brunnenstraße, Chausseestraße, Brandenburger Tor, Friedrichstraße, Heinrich-Heine-Straße, Oberbaumbrücke, Puschkinallee, Elsenstraße, Sonnenallee, Rudower Straße. Der Übergang Brandenburger Tor wurde bereits am 14. August „wegen andauernder Provokationen“ wieder geschlossen. Am 23. August 1961 wurden die Übergänge Kopenhagener Straße, Wollankstraße, Brunnenstraße, Puschkinallee, Elsenstraße und Rudower Straße geschlossen und der Übergang Invalidenstraße zusätzlich geöffnet. Gleichzeitig wurde festgelegt, welche der Übergänge jeweils von ausländischen Staatsangehörigen, Einwohnern Westdeutschlands und Einwohnern West-Berlins benutzt werden durften.

### Erweiterungen 1989/1990
In der Zeit zwischen dem Fall der Berliner Mauer am 9. November 1989 und der Beseitigung aller Grenzkontrollen am 1. Juli 1990 wurden kurzfristig zahlreiche weitere Grenzübergänge eingerichtet. Die wegen ihres Symbolwertes berühmtesten hiervon waren Glienicker Brücke, Bernauer Straße, Potsdamer Platz und Brandenburger Tor. Letzterer wurde auf Wunsch des damaligen Bundeskanzlers Helmut Kohl wegen der Wirksamkeit in den Medien erst am 22. Dezember 1989 feierlich eröffnet. Hunderte von Fernsehteams aus aller Welt warteten auf dieses Ereignis wochenlang.

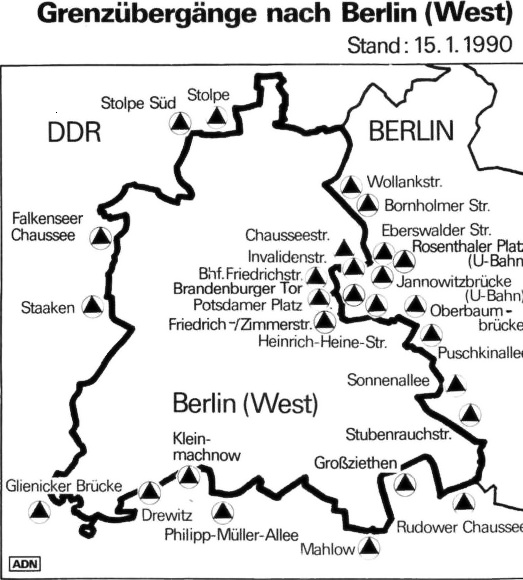
Bestehende Grenzübergänge am 15. Januar 1990

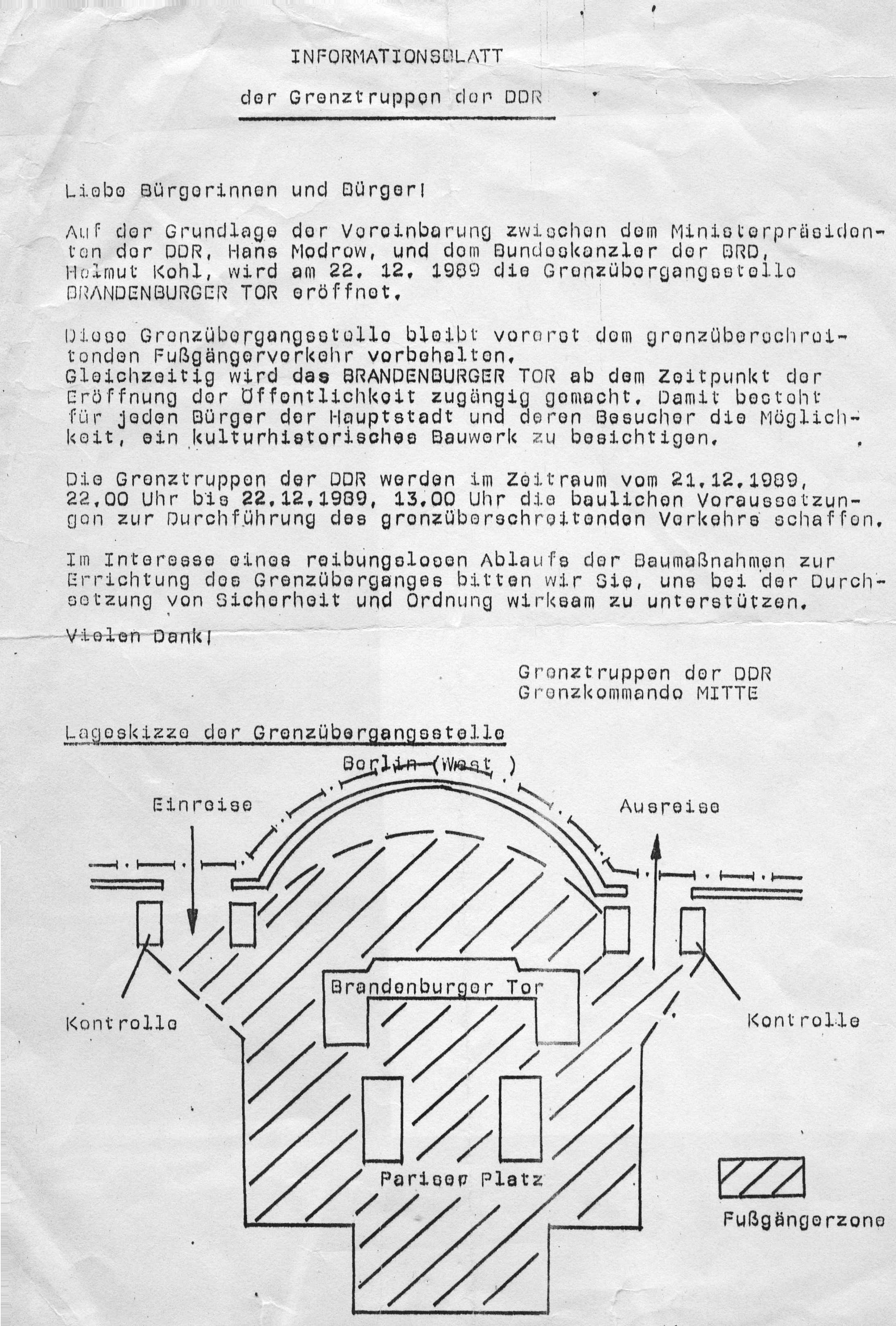
Informationsblatt der Grenztruppen der DDR über die bevorstehende Öffnung des Brandenburger Tores

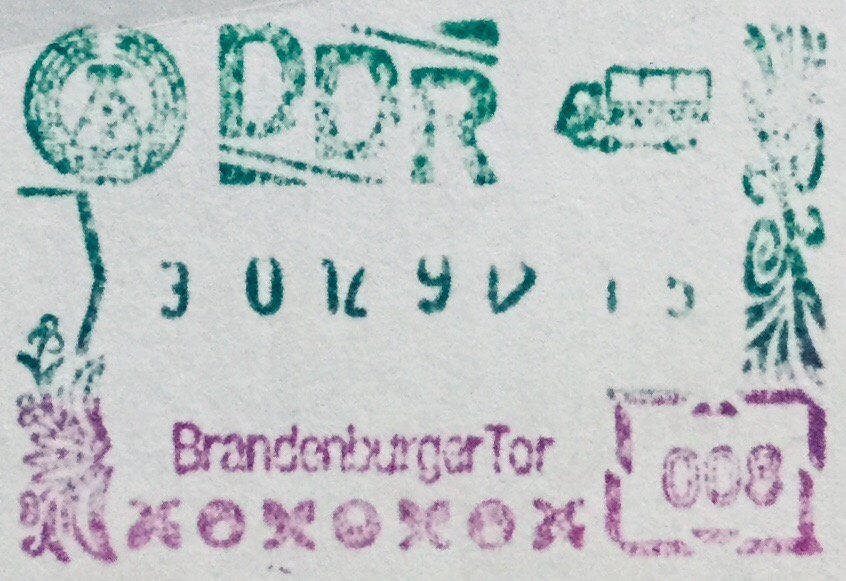
Stempel „Brandenburger Tor“ auf Zählkarte der DDR, vom 30. Dezember 1989

Es folgt eine chronologische Liste aller in dieser Zeit eröffneten Übergänge. Orts- und Ortsteilzuordnung (Stand: 1990):
- 10. November 1989, 8 Uhr: Kirchhainer Damm (Mahlow/Lichtenrade) (bestand schon als Übergang für Müllfahrzeuge, nun auch für Privatpersonen) (F 96/B 96)
- 10. November 1989, 18 Uhr: Glienicker Brücke (Potsdam/Wannsee) (bestand schon für alliiertes Personal, nun auch für Privatpersonen)
- 11. November 1989, 8 Uhr: Eberswalder Straße (Prenzlauer Berg)/Bernauer Straße (Wedding)
- 11. November 1989, 8 Uhr: U-Bahnhof Jannowitzbrücke (Mitte/U-Bahn-Linie U8) (bisheriger „Geisterbahnhof“)
- 11. November 1989, 13 Uhr: Puschkinallee (Treptow)/Schlesische Straße (Kreuzberg)
- 12. November 1989, 8 Uhr: Potsdamer Platz (Mitte/Tiergarten)
- 13. November 1989, 8 Uhr:  Wollankstraße (Pankow/Wedding)
- 13. November 1989, 18 Uhr: Falkenseer Chaussee (Falkensee/Spandau)
- 14. November 1989, 8 Uhr: Philipp-Müller-Allee (Teltow)/Ostpreußendamm (Lichterfelde)
- 14. November 1989, 8 Uhr: Stubenrauchstraße – Massantebrücke (Johannisthal/Rudow)
- 11. Dezember 1989: Karl-Marx-Straße (Kleinmachnow)/Benschallee (Nikolassee-Düppel)
- 22. Dezember 1989: U-Bahnhof Rosenthaler Platz (Mitte/U-Bahn-Linie U8) (bisheriger „Geisterbahnhof“)
- 22. Dezember 1989: Brandenburger Tor (Mitte/Tiergarten)
- 03. Januar 1990: Karl-Marx-Straße (Großziethen)/Buckower Damm (Buckow)
- 13. Januar 1990: Ruppiner Chaussee (Hennigsdorf-Stolpe/Heiligensee-Schulzendorf)
- 22. Januar 1990: Bahnhof Griebnitzsee (bestand schon als Transitübergang, nun auch für den neu eingerichteten Nahverkehrszug Potsdam – Wannsee)
- 30. Januar 1990: Potsdamer Chaussee (Groß Glienicke/Kladow–Groß-Glienicke)
- 17. Februar 1990: Berliner Straße (Hohen Neuendorf)/Oranienburger Chaussee (Frohnau) (F 96/B 96)
- 03. März 1990: Oranienburger Chaussee (Glienicke/Nordbahn)/Berliner Straße (Hermsdorf) („Entenschnabel“-Durchfahrt F 96/B 96)
- 17. März 1990: Rudolf-Breitscheid-Straße (Potsdam-Babelsberg)/Neue Kreisstraße (Kohlhasenbrück)
- 17. März 1990: Am Böttcherberg (Potsdam-Klein Glienicke/Wannsee)
- 23. März 1990: Lindenstraße (Mitte/Kreuzberg)
- 31. März 1990: Zehlendorfer Damm (Kleinmachnow)/Machnower Straße (Zehlendorf)
- 06. April 1990: Lichtenrader Straße (Großziethen)/Groß-Ziethener Straße (Lichtenrade)
- 06. April 1990: Arcostraße (Mahlow)/Beethovenstraße (Lichtenrade)
- 07. April 1990: Brunnenstraße (Mitte/Wedding)
- 07. April 1990: Kopenhagener Straße (Niederschönhausen-Wilhelmsruh/Reinickendorf)
- 12. April 1990: Schillingbrücke (Mitte)/Köpenicker Straße (Kreuzberg)
- 12. April 1990: Elsenstraße (Treptow/Neukölln)
- 12. April 1990: U-Bahnhof Bernauer Straße (Mitte/Wedding) (bisheriger „Geisterbahnhof“, Öffnung ohne Grenzkontrolle mit direktem Ausgang nach West-Berlin)
- 12. April 1990: Rudower Chaussee (Großziethen)/Groß-Ziethener Chaussee (Rudow)
- 27. Mai 1990: Torweg (West-Staaken/Staaken)
- 08. Juni 1990: Dammweg (Baumschulenweg/Neukölln)
- 11. Juni 1990: Behmstraßenbrücke (Prenzlauer Berg/Wedding)
- 17. Juni 1990: Wilhelmsruher Damm (Rosenthal/Wittenau-Märkisches Viertel)
- 23. Juni 1990: Berliner Allee (Schönwalde)/Schönwalder Allee (Hakenfelde)
- 23. Juni 1990: Knesebeckbrücke (Teltow/Zehlendorf-Schönow)
- 30. Juni 1990: F 101/B 101 Heinersdorf (Großbeeren)/Marienfelder Allee (Marienfelde)

### Auflösung
Mit der deutschen Wiedervereinigung am 3. Oktober 1990 wurden alle Grenzübergänge aufgegeben. Die Kontrollen entfielen bereits am 1. Juli 1990, dem Tag der Währungs-, Wirtschafts- und Sozialunion. In den Monaten nach dem Fall der Mauer waren sie nach und nach bedeutungslos geworden. Einige Reste der Anlagen sind noch heute als Mahnmal erhalten.

## Internationale Grenzkontrollen
An den Flughäfen Berlin-Tegel und Berlin-Schönefeld (letzterer lag außerhalb des Stadtgebietes) gab es weiterhin Grenzübergänge, die von Bundespolizei und Zoll beaufsichtigt wurden. Die Kontrollen dienten allerdings ausschließlich der Abfertigung im internationalen Luftverkehr und stellten somit keine Besonderheit im Sinne der Geschichte des Kalten Krieges mehr dar. Seit der Schließung des Flughafens Berlin-Tegel im November 2020 besteht dies nur noch am neuen Flughafen Berlin Brandenburg (BER).